# Ласситер, Ариэль
Ариэль Даниэль Ласситер Акунья (исп. Ariel "Ari" Daniel Lassiter Acuña; 27 сентября 1994, Турриальба, Коста-Рика) — коста-риканский футболист, нападающий клуба «Чикаго Файр» и сборной Коста-Рики.
Ариэль — сын известного американского футболиста коста-риканского происхождения Роя Ласситера.

## Клубная карьера
Ласситер начал заниматься футболом, выступая за команду Калифорнийского политехнического университета, во время обучения.
В июле 2014 года он подписал контракт со шведским ГАИСом. 9 августа в матче против «Хускварны» Ариэль дебютировал в Суперэттане. 23 августа в поединке против «Варберга» Ласситер забил свой первый гол за ГАИС, реализовав пенальти.
В начале 2015 года Ариэль вернулся в США, где подписал контракт с «Лос-Анджелес Гэлакси II». В конце июля он отправился в аренду в основную команду «Лос-Анджелес Гэлакси», и 25 числа в матче против «Хьюстон Динамо» дебютировал в MLS, заменив во втором тайме Кенни Уокера. 5 марта 2016 года Ласситер перешёл в «Лос-Анджелес Гэлакси» на постоянной основе. Первый гол в MLS Ариэль забил в ворота «Нью-Инглэнд Революшн» 22 июля 2017 года. По окончании сезона 2018 «Лос-Анджелес Гэлакси» не продлил контракт с Ласситером.
19 декабря 2018 года Ласситер присоединился к коста-риканскому «Алахуэленсе». В чемпионате Коста-Рики он дебютировал 16 января 2019 года в матче против «Универсидад де Коста-Рика». 27 февраля в матче против «Картахинеса» он забил свой первый гол за «Алахуэленсе». 4 мая 2020 года Ласситер продлил контракт с «Алахуэленсе» до июня 2023 года.
17 августа 2020 года Ласситер был взят в аренду клубом MLS «Хьюстон Динамо» на сезон 2020 с опцией выкупа. Права на него в лиге «Динамо» приобрело у «Гэлакси» за $50 тыс. общих распределительных средств. Дебютировал за «Динамо» он 2 сентября в матче против «Миннесоты Юнайтед», в котором, выйдя на замену во втором тайме вместо Кристиана Рамиреса, оформил дубль. По окончании сезона 2020 «Хьюстон Динамо» активировал опцию выкупа Ласситера из «Алахуэленсе». По сведениям коста-риканской прессы сумма трансфера составила $350–400 тыс.
16 декабря 2021 года Ласситер был продан «Интер Майами» за $100 тыс. общих распределительных средств и дополнительные общие распределительные средства в зависимости от достижения им определённых показателей. За «Интер Майами» он дебютировал 26 февраля 2022 года в матче стартового тура сезона против «Чикаго Файр», заменив во втором тайме Леонардо Кампану. 22 мая в матче против «Нью-Йорк Ред Буллз» он забил свой первый гол за «Интер Майами».
12 апреля 2023 года «Интер Майами» обменял Ариэля Ласситера и Брайса Дьюка «Клёб де Фут Монреаль» на Камала Миллера и $1,3 млн в общих распределительных средствах. За «КФ Монреаль» он дебютировал 15 апреля в матче против «Ди Си Юнайтед», заменив в перерыве между таймами Илиаса Илиадиса. Свой первый гол за «КФ Монреаль» он забил 24 мая в полуфинале Первенства Канады 2023 против «Форджа».
14 августа 2024 года Ласситер был продан «Чикаго Файр» за $75 тыс. общих распределительных средств с возможной доплатой ещё $75 тыс. в зависимости от достижения им определённых показателей. За «Чикаго Файр» он дебютировал 31 августа в матче против «Интер Майами», выйдя на замену Эндрю Гутману на 73-й минуте.

## Международная карьера
В марте 2015 года Ласситер дважды сыграл за олимпийскую сборную США, после чего принял решение выступать за свою историческую родину — Коста-Рику, и в мае — июне того же года в составе олимпийской сборной Коста-Рики принял участие на Турнире в Тулоне.
За основную сборную Коста-Рики Ласситер дебютировал 22 марта 2019 года в товарищеском матче со сборной Гватемалы.
Ласситер был включён в состав сборной на Золотой кубок КОНКАКАФ 2021. 12 июля в матче группового этапа турнира против сборной Гваделупы он забил свой первый гол за сборную Коста-Рики.
Ласситер был включён в состав сборной на Кубок Америки 2024.